# Castilleja montigena
Castilleja montigena är en snyltrotsväxtart som beskrevs av L.R. Heckard. Castilleja montigena ingår i släktet målarborstar, och familjen snyltrotsväxter. Inga underarter finns listade i Catalogue of Life.